# Agenci NCIS

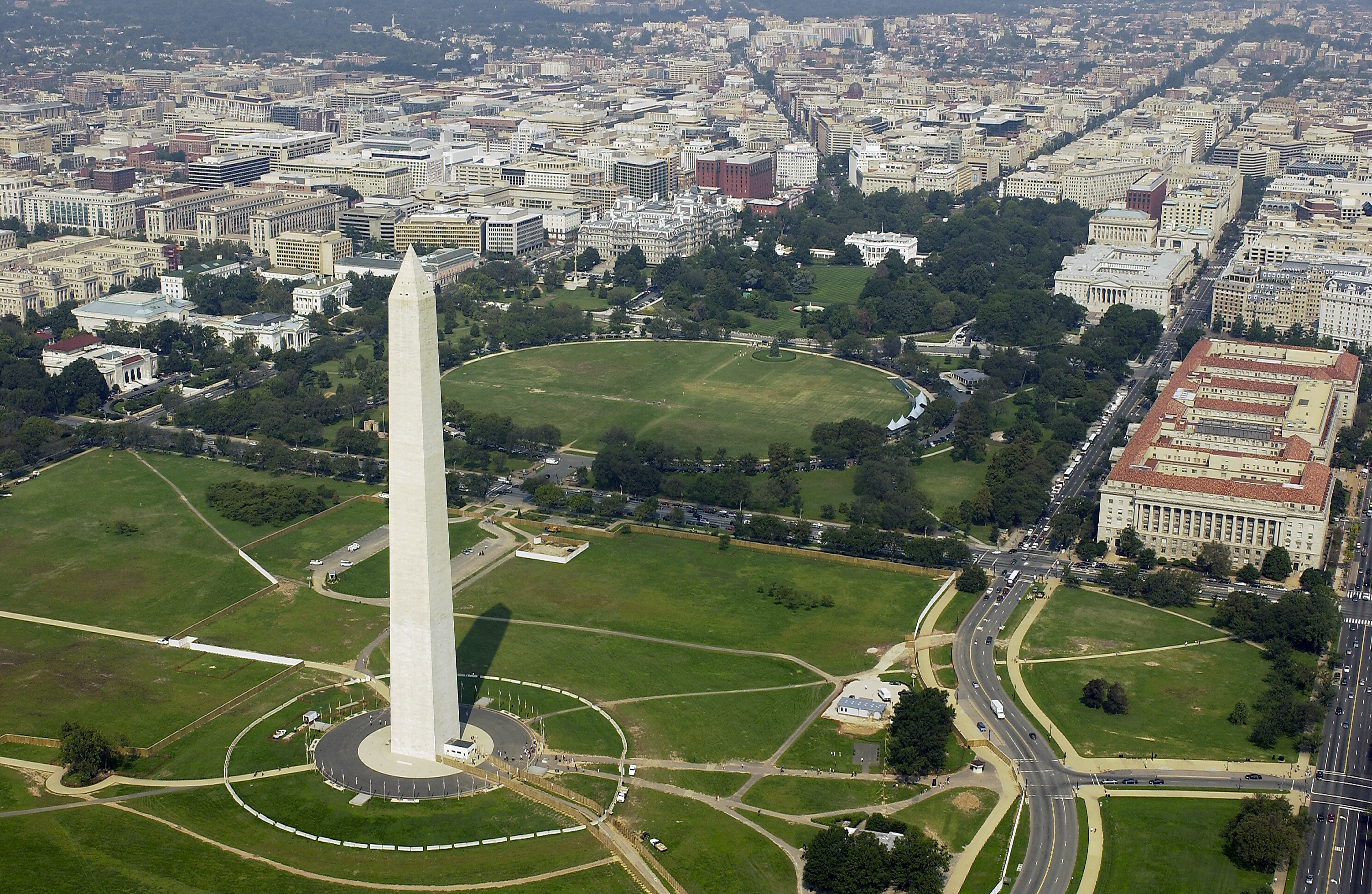
Waszyngton – miejsce akcji serialu

Agenci NCIS (ang. NCIS) – amerykański serial kryminalny produkowany od 2003 roku. Serial opowiada o losach agentów rządowej agencji Naval Criminal Investigative Service. Agencja prowadzi dochodzenia związane z przestępstwami związanymi z Marynarką lub Piechotą Morską.
Koncepcja serialu oraz bohaterowie zostali wprowadzeni w dwóch odcinkach serialu JAG – Wojskowe Biuro Śledcze (sezon ósmy, odcinki „Królowa Śniegu” oraz „Stan Zagrożenia”). Serial, który jest Spin-offem JAG miał swoją premierę 23 września 2003 na CBS.
Początkowo serial nosił tytuł „Navy NCIS”, a dopiero w drugiej serii nazwę skrócono do „NCIS”. W szóstym sezonie serial doczekał się własnego spin-offu: Agenci NCIS: Los Angeles z Chrisem O’Donnellem i LL Cool J-em w rolach głównych. W sezonie 12 dołącza drugi spin-off: Agenci NCIS: Nowy Orlean z Scottem Bakulą i Lucasem Blackiem w rolach głównych.
W 2011 NCIS zostało wybrane ulubionym serialem Ameryki. We wrześniu 2019 wystartuje 17 sezon serialu. Równolegle premierę telewizyjną w Polsce ma 13 sezon. Na początku maja 2020, stacja CBS ogłosiła przedłużenie serii na 18 sezon.

## Fabuła
Serial opowiada historię fikcyjnego zespołu agentów „MCRT” (naczelnego zespołu dochodzeniowego) mało znanej agencji o nazwie „Naval Criminal Investigative Service”. Agencja ta zajmuje się przestępstwami związanymi z Marynarką Wojenną, a także ściganiem terrorystów. Akcja serialu dzieje się najczęściej w siedzibie Navy Yard w Waszyngtonie. Serial oparty został na koncepcji znanej z serii „CSI”, jednak wyróżnia go większy nacisk na sylwetki bohaterów.
Szefem „MCRT” i zarazem głównym bohaterem serialu jest agent specjalny Leroy Jethro Gibbs. Jego prawą ręką w zespole jest agent specjalny Anthony DiNozzo. Z retrospekcji widz ma okazję poznać historię agencji i zespołu. Pierwotnie szefem „MCRT” był agent specjalny Michael Franks. To on zwerbował Gibbsa do NIS (poprzedniczki NCIS). W roku 1996 agent Franks przeszedł na emeryturę i opuścił agencję. Szefem zespołu zostaje wówczas Gibbs. W jego skład wchodzi początkowo agent Burckley, którego pięć lat później zastąpi policjant z Baltimore – Tony DiNozzo. Agent DiNozzo miał wielu partnerów. W serialu JAG towarzyszyła mu agentka Vivian Blackadder. W pierwszych dwóch seriach „Agentów” jego partnerką była pracująca dawniej w Secret Service agentka Caitlin Todd. Po jej śmierci w finale sezonu drugiego do zespołu dołącza oficer łącznikowy Mossadu. Ponadto na początku serii drugiej do zespołu Gibbsa dołączył nowicjusz, specjalista od nowinek technicznych, agent Timothy McGee. Z zespołem stale współpracuje patolog – dr Mallard oraz jego asystent James Palmer, który zastąpił postrzelonego w pierwszym sezonie Geralda Jacksona. Niezastąpiona w zespole jest Abby Sciuto – królująca w swoim laboratorium specjalistka od kryminalistyki.
Obecnie dyrektorem NCIS jest Leon Vance. Pierwszym dyrektorem (w serialu) jest Thomas Morrow, który jednak na początku trzeciego sezonu opuszcza agencję po otrzymaniu oferty posady zastępcy szefa Agencji Bezpieczeństwa Wewnętrznego. Jennifer Shepard zostaje nowym dyrektorem NCIS na początku trzeciego sezonu, zostaje także pierwszym dyrektorem, który dołączył do głównej obsady. Kiedy Shepard zostaje zastrzelona w finale piątego sezonu, dowództwo agencji przejmuje ówczesny wicedyrektor – Leon Vance z San Diego.

## Przebieg akcji
Pierwsza sprawa, którą rozwiązuje NCIS, dotyczy zabójstwa porucznik Singer. Bohaterowie zostają wprowadzeni w dwóch odcinkach ósmego sezonu serialu JAG – Wojskowe Biuro Śledcze. Początkowo odcinki „Ice Queen” oraz „Meltdown” pełniły funkcję pilota, lecz później tę rolę przejął odcinek „Yankee White”. W odcinkach pilotażowych główny bohater serialu JAG, czyli Harmon Rabb, jest podejrzany o zabójstwo porucznik Singer. Sprawę prowadzi Gibbs z ekipą. Postać agentki Vivian Blackadder nie spodobała się publiczności, dlatego w pierwszym odcinku serialu zamiast niej, pojawia się nowa postać – agentka Kate Todd. W odcinkach Agentów NCIS akcja serialu tyczy się głównie spraw kryminalnych, podczas gdy serial JAG koncentruje się na wydarzeniach z sali sądowej.

### Sezon 1
Pierwszy sezon to przedstawienie głównych bohaterów oraz metod ich pracy. W pierwszym odcinku („Zastępca”) oprócz agentki Todd, widz poznaje agenta FBI – Tobiasa Fornella. Pierwsza sprawa dotyczy zabójstwa na Air Force One, którego świadkiem była Caitlin Todd, agentka Secret Service. Sprawę chcą prowadzić aż trzy agencje (NCIS, Secret Service oraz FBI), dlatego zespół Gibbsa porywa samolot, aby móc pracować na własną rękę.
Kolejne odcinki przybliżają widzom sylwetki postaci. Widz poznaje między innymi byłego policjanta, Anthony’ego DiNozzo, zajmującą się dawniej ochroną prezydenta USA Caitlin Todd, nieco zdziwaczałego patologa doktora Mallarda oraz lubującą się w gotyckim stylu kryminolożkę Abby Sciuto. W odcinku siódmym pojawia się nowicjusz – agent z Norfolk Timothy McGee, który staje się częścią drużyny Gibbsa w serii drugiej.
W odcinku „Bête Noire” widz poznaje głównego antagonistę pierwszych dwóch serii, terrorystę (i, jak się później okazuje, oficera Mossadu), Ariego Haswari. Dalsza część sezonu koncentruje się na jego poszukiwaniach. W finale Ari zostaje postrzelony przez Gibbsa w kostnicy, gdzie wcześniej przetrzymywał jako zakładników agentkę Todd oraz doktora Mallarda i jego asystenta, Geralda Jacksona.

### Sezon 2
Sezon otwiera sprawa uprowadzenia niewidomej dziewczynki oraz przyjęcie do zespołu agenta McGee. W tym sezonie pojawia się więcej spraw dotyczących terroryzmu, szpiegów czy porwań. Sporo uwagi poświęcono relacji między Tonym a Kate. Jednym z ważniejszych wydarzeń jest choroba agenta DiNozzo, który otwiera list z bakteriami dżumy. Tony zostaje zarażony, zaś pozostali agenci zajmują się odnalezieniem sprawcy. Okazuje się, że jest to specjalna odmiana choroby, która nie reaguje na antybiotyki, dlatego DiNozzo musi sam poradzić sobie z „czarną śmiercią”.
W odcinku finałowym do Waszyngtonu powraca dawny wróg agentów, Ari Haswari, z zamiarem zabicia Gibbsa. Samochód, w którym znaleziono zwłoki, okazuje się zastawioną na zespół pułapką. Agentka Todd dostaje zadanie ochrony swojego szefa przed oficerem Mossadu. Sezon kończy się jej śmiercią z rąk Ariego na oczach Gibbsa i Tony’ego.

### Sezon 3
Sezon rozpoczyna się dwuodcinkowym wstępem, będącym bezpośrednią kontynuacją finału poprzedniej serii. Haswari pragnie wykończyć Gibbsa psychicznie, mordując wszystkie bliskie mu osoby i doprowadzając go tym samym do samobójstwa. Przeprowadza też nieudany zamach na Abby, którą w ostatnim momencie ratuje DiNozzo. W biurze NCIS pojawia się Ziva David – oficer izraelskiego Mossadu oraz przyrodnia siostra Ariego. Ziva nie wierzy w złe intencje swojego brata, do czego stara się przekonać Gibbsa. Przekonuje się o winie Ariego dopiero później, kiedy ten zjawia się w piwnicy Gibbsa i usiłuje go zamordować. Ten plan nie dochodzi do skutku, bowiem Ziva strzela do brata, ratując Gibbsa. Ziva David zostaje przydzielona do NCIS jako agent łącznikowy Mossadu i staje się częścią zespołu w czwartym odcinku. Tym samym Cote de Pablo dołącza do głównej obsady serialu, zastępując Sashę Alexander.
Dodatkowo, w pierwszym odcinku serii dotychczasowy dyrektor NCIS, Thomas Morrow, odchodzi po otrzymaniu posady w Agencji Bezpieczeństwa Wewnętrznego. Zastępuje go była partnerka i kochanka Gibbsa – Jennifer Shepard.
Sezon trzeci, pomimo odejścia jednej z głównych postaci, przyniósł serialowi znaczny wzrost popularności. W przeciwieństwie do poprzednich, został on pozbawiony wpływów serialu JAG (który został wówczas zakończony), przez co stał się mniej wojskowy, niż dotąd.
Finał serii, podobnie jak jej początek, podzielono na dwie części. Agent Leroy Jethro Gibbs został ranny w wyniku wybuchu bomby, przez co utracił pamięć i mentalnie znalazł się w roku 1991, kiedy to jego pierwsza żona – Shannon, oraz córka Kelly, zginęły w wypadku spowodowanym przez dilera Pedro Hernandeza. Zostaje także wprowadzona postać dawnego szefa Gibbsa, Mike’a Franksa. Ostatecznie Gibbs odzyskuje pamięć (dzięki uderzeniu przez Zivę w tył głowy) i decyduje się, śladem swego poprzednika, odejść na emeryturę. Sezon kończy się przybyciem Gibbsa do Meksyku, gdzie czeka go zasłużony odpoczynek.

### Sezon 4
Seria czwarta rozpoczyna się cztery miesiące po wydarzeniach z sezonu ubiegłego. Gibbs zrezygnował z pracy w NCIS, a szefem zespołu został Anthony DiNozzo. Wydaje się, że bohaterowie są już oswojeni z nową sytuacją. McGee zostaje starszym agentem, a Michelle Lee nowym (niezbyt lubianym przez resztę) członkiem zespołu. W początkowych dwóch odcinkach Gibbs oficjalnie jest już na emeryturze. W pierwszym przybywa do USA na prośbę Zivy, która staje się świadkiem zamachu bombowego i wpada w tarapaty. W odcinku drugim powraca na prośbę Fornella. Po rozwikłaniu sprawy decyduje się na powrót do agencji (tym samym DiNozzo na powrót zostaje starszym agentem, a McGee młodszym).
Seria czwarta kładzie jeszcze większy niż dotychczas nacisk na bohaterów. Widz poznaje zupełnie nowe oblicze Tima, który pod pseudonimem Thom E. Gemcity pisze powieści kryminalne. Tony DiNozzo po raz pierwszy przeżywa prawdziwą miłość, a Gibbs spotyka kolejną przyszłą eks, czyli pułkownik Hollis Mann. Zostaje również poszerzona rola Jenny Shepard, która w poprzedniej serii pojawiła się w niewielu odcinkach, pomimo przynależności do głównej obsady. Warto także dodać, że ginie jedna z drugoplanowych bohaterek serialu, Paula Cassidy, ratując agentów przed zamachowcem.
Głównym antagonistą w tej serii staje się handlarz bronią, La Grenouille (przez Gibbsa nazywany pogardliwie „Żabojadem” [The Frog]). Dyrektor Shepard, która zaczęła darzyć agenta DiNozzo sporym zaufaniem, zleca mu tajną misję. Agent ma się zbliżyć do Jeanne Benoit – córki La Grenouille’a. Jako prof. DiNardo zdobywa miłość Jeanne, jednak nieoczekiwanie sam zakochuje się w atrakcyjnej lekarce. Okazuje się, że Jenny i René Benoit łączą prywatne porachunki.
W finale serii Tony i Jeanne stają się zakładnikami dilera narkotyków, którego wspólnik zmarł w szpitalu i trafił do kostnicy z woreczkiem narkotyków w jelicie. DiNozzo udaje się uratować siebie i ukochaną. W ostatniej scenie agent osobiście poznaje ojca Jeanne.

### Sezon 5
Pierwszy odcinek jest bezpośrednią kontynuacją finału. Okazuje się, że związek Tony’ego z Jeanne był tylko częścią planu pogrążenia jej ojca. DiNozzo znika bez śladu, zaś reszta zespołu usiłuje go odnaleźć. Udaje im się zlokalizować auto Tony’ego, które chwilę później wybucha. Wizyta na miejscu zdarzenia i pierwsze czynności śledcze wskazują na to, że zwęglone ciało znalezione w aucie to DiNozzo. Na szczęście wkrótce Ducky odkrywa, że nie może to być ciało ich przyjaciela. Wkrótce Tony zjawia się i informuje o tym, co się wydarzyło. Wychodzi na jaw, że celem dyrektor Shepard było wyrównanie prywatnych porachunków. Jenny nie ukrywa już, że zamierza zabić La Grenouille’a. Mężczyzna zjawia się w domu pani dyrektor i prosi o ochronę. W ostatniej scenie okazuje się, że „The Frog” został zabity. O jego śmierci bohaterowie dowiadują się dopiero w czternastym odcinku („Sprawy wewnętrzne”). Dyrektor Shepard zostaje zawieszona, a jej obowiązki na czas śledztwa w sprawie La Grenouille’a przejmuje Leon Vance. Śledztwo wykazuje niewinność Jenny. Później jednak widz dowiaduje się, że faktycznie to ona dokonała zabójstwa. Wychodzi też na jaw, że Jenny Shepard jest poważnie chora. W międzyczasie dyrektor musi zmierzyć się z własną przeszłością. W ostatnich dwóch odcinkach sezonu („Dzień Sądu”) Shepard prosi o pomoc Franksa w związku z dawną tajną operacją, w której brała udział wraz z Gibbsem. Kobieta, świadoma swojej śmiertelnej choroby, podejmuje ryzyko i ginie w trakcie strzelaniny na pustkowiu pod Los Angeles. Śledztwo przejmuje nowy dyrektor NCIS, Leon Vance. Oddzielnie rozwiązuje ją Gibbs, któremu pomaga Michael Franks. Winną okazuje się Svetlana Chernitskaya, która mści się za zabicie przed laty jej ukochanego. Kobieta spotyka się z Gibbsem w domu Shepard, gdzie zostaje zabita przez Mike’a. Mężczyźni podpalają dom, w ten sposób pozbywając się ciała. Oficjalnie do wiadomości publicznej zostaje podana informacja, że na pogorzelisku znaleziono zwłoki Jennifer Shepard, która zmarła w wyniku zaczadzenia. Vance, jako nowy dyrektor NCIS, przydziela Gibbsowi nowy zespół. Ziva zostaje odesłana do Izraela, zaś DiNozzo i McGee dostają nowe przydziały.
Jest to ostatni sezon, w którym występuje Laureen Holly, a także pierwszy, w którym telewidz ma okazję zobaczyć Rocky’ego Carrola. Aktor dołączył do głównej obsady w sezonie kolejnym. Po raz pierwszy także widz może zobaczyć odcinek poświęcony postaci Jamesa Palmera (który od serii szóstej częściowo dołącza do głównych postaci). Jest to najkrótszy sezon – powstało zaledwie 19 odcinków – czego przyczyną był strajk amerykańskich scenarzystów.

### Sezon 6
Gibbs ma nowy zespół, w skład którego wchodzą agenci Keating, Lee i Langer. Okazuje się, że jeden z nich jest szpiegiem. To było powodem rozwiązania poprzedniego zespołu Gibbsa. Pierwszy odcinek sezonu („Zdrajca”) kończy się śmiercią Langera, którego zabiła Lee w obronie własnej. Vance sądzi, że to on był zdrajcą, i że to koniec sprawy. W dalszej części sezonu (po powrocie właściwego zespołu Gibbsa) okazuje się, że to Lee była szpiegiem i że ją szantażowano. Historia kończy się śmiercią Lee, która ginie, kiedy Gibbs strzela do grożącego jej terrorysty.
W trakcie sezonu rozwijany jest wątek miłości Zivy do tajemniczego Michaela Rivkina z Mossadu. Pod koniec sezonu okazuje się, że szpiegował on dla ojca Zivy. Ostatecznie DiNozzo zabija Michaela w obronie własnej. Ojciec Zivy nie wierzy w tę wersję wydarzeń i uważa, że DiNozzo zrobił to z zazdrości o jego córkę. Ziva również nie wierzy DiNozzo, dochodzi między nimi do ostrej wymiany zdań i szarpaniny. Sezon kończy się odejściem Zivy z NCIS i jej powrotem do Mossadu.

### Sezon 7
Sezon zaczyna się w Afryce. Zespół NCIS ruszył do Somali, by ratować Zivę z rąk terrorystów. W tym celu Dinozzo i McGee dali się im celowo złapać. Po tej akcji Ziva rezygnuje z członkostwa w Mossadzie i postanawia zostać agentką NCIS. W późniejszym okresie sezonu Ziva zdobywa obywatelstwo amerykańskie, które jest do tego niezbędne.
W tym sezonie telewidz poznaje ojca agenta DiNozzo, który jest zamieszany w jedną ze spraw NCIS. Ponadto pojawia się po raz drugi ojciec Gibbsa, który odwiedza syna w święta. Jest też sprawa, w którą jest zamieszana matka Shannon – zmarłej wiele lat wcześniej żony Gibbsa.
Finał sezonu opowiada o kartelu narkotykowym z Meksyku. Okazuje się, że ma to związek z przeszłością Gibbsa. Ważną rolę w rozwiązaniu tej sprawy odgrywa Abby Sciuto.

### Sezon 8
Na Gibbsa i jego bliskich poluje Paloma Reynosa z bratem. Wkrótce Gibbs przenosi ojca do swojego mieszkania, pojawia się także Mickey Franks. Ostatecznie Paloma Reynosa zostaje zamordowana, ale nie przez Gibbsa, ale przez własnego brata, Alejandro Riverę. Cała akcja została zaplanowana przez NCIS. W późniejszej części sezonu w Waszyngtonie pojawia się dyrektor Mossadu – ojciec Zivy. NCIS pomaga go chronić przed zamachowcami. Podczas akcji postrzelony zostaje Leon Vance. W retrospekcji widz poznaje różne fakty z jego przeszłości, m.in. skąd zna Elie’a Davida czy Gibbsa.
W odcinku pt. „Baltimore” widz poznaje przeszłość DiNozzo, czyli jak poznał on Gibbsa i dołączył do jego zespołu. Wątkiem wiodącym ostatnią część sezonu jest sprawa portowego zabójcy, a także przybycie do Waszyngtonu agentki Barrett z Roty. Ona i jej zespół przejmują sprawę. W finałowych odcinkach zabity zostaje Mickey Franks, a w sprawę zamieszany jest też Trent Kort. W ostatnim odcinku serii dochodzi do zmiany Sekretarza Marynarki.

### Sezon 9
Na początek widz widzi sprawę Barrett i jej zespołu z perspektywy DiNozzo. Dostaje on bowiem od Sekretarza Marynarki zlecenie ujęcia zdrajcy. Podczas strzelaniny postrzelony zostaje DiNozzo, a jeden z ludzi Barrett ginie. Sama Barrett ucieka i ukrywa się przez dużą część sezonu. Dalsza część sezonu to m.in. powrót Gibbsa do przeszłości czy jego wyjazd z Zivą do Afganistanu. Końcówka sezonu to pościg za terrorystą, którym okazuje się być Harper Dearing. Chce on pomścić śmierć syna, za którą obwinia Marynarkę Wojenną USA. Podkłada bombę pod samochód Vance’a, która wybucha tuż przed siedzibą NCIS. Sezon kończy atak serca dr. Mallarda, który pada nieprzytomny na plaży z dala od ludzi.

### Sezon 10
Sezon zaczyna się w szpitalu, gdzie telewidz dowiaduje się, że dr Mallard przeżył atak serca. W międzyczasie w Waszyngtonie trwa pościg m.in. NCIS i FBI za Harperem Dearingiem. Ostatecznie zostaje on zabity przez Gibbsa.
W odcinkach „Szabat Szalom” i „Sziwa” powraca ojciec Zivy. Chce on przeprosić za swoje dawne decyzje. Potem zostaje zabity podczas ostrzału domu Vance’ów. Ginie także żona Vance’a. Reszta sezonu to pościg Zivy za mordercą ojca, który kończy się tym, że Ziva zabija Bodnara, człowieka który ma na sumieniu śmierć Elie’a Davida i Jackie Vance.
Zabójstwo Bodnara prowadzi do śledztwa DoD. Parsons oskarża NCIS o wielokrotne działanie poza prawem m.in. w sprawach Dearinga, Bodnara czy Ariego Haswari wiele lat temu. Oskarżenia przyjmuje na siebie Gibbs. Broni go dawny szef JAG A.J. Chegwidden. Ostatecznie Gibbs zostaje poproszony o zajęcie się tajemniczą sprawą na wschodzie, a oskarżenie przyjmują DiNozzo, Ziva i McGee, którzy odchodzą z NCIS.

### Sezon 11
Sezon zaczyna się zamachem na Sekretarza Marynarki, który ginie. Zastępuje go Sarah Porter. Parsons, który był świadkiem zamachu, zmienia pogląd i pomaga Gibbsowi oraz jego ludziom. McGee i DiNozzo wracają do NCIS, natomiast Ziva spotyka dawną przyjaciółkę, która okazuje się dawną miłością Ariego Haswari i nie może wybaczyć Zivie zabicia ukochanego. Ostatecznie Ziva postanawia zacząć życie od nowa, z dala od NCIS.
W dalszej części sezonu telewidz widzi wiele agentek współpracujących z NCIS, aż w końcu Gibbs wybiera analityczkę NSA Ellie Bishop i przydziela ją na stałe do zespołu. Po jakimś czasie okazuje się, że miała ona powiązania z terrorystą Parsą, którego NCIS ścigało na początku sezonu. Kilkuodcinkowa sprawa z tym związana kończy się śmiercią terrorysty z rąk Gibbsa. Po tym wydarzeniu Bishop przechodzi na stałe do NCIS jako praktykantka. W międzyczasie agenci spotkali znajome twarze m.in. psycholog (siostrę Kate) oraz dawną dziewczynę Gibbsa, ostatnio widzianą w piątej serii serialu.
Ten sezon jest pierwszym od czasu pierwszej serii serialu, który nie kończy się cliffhangerem. W finałowym odcinku agenci spotykają Antonia, który ostatni raz pojawił się w premierowym odcinku ósmej serii. Większość odcinka jest jednak hołdem dla postaci zmarłego aktora Ralpha White’a który grał ojca Jethro Gibbsa. Sezon kończy się jego pogrzebem.

### Sezon 12
Sezon zaczyna się wyprawą Gibbsa i McGee za granice USA w celach służbowych. Podczas tej wyprawy dochodzi do zamachu na śmigłowiec. Agenci są zagrożeni utratą życia. W dalszej części poznajemy męża Ellie Bishop, który pracuje jako prawnik w NSA. Pod koniec sezonu ginie Ned Dorneget podczas ewakuacji w miejscu zamachu, którego dopuszcza się członek terrorystycznej grupy „Powołanie”. Finał kończy się postrzeleniem Gibbsa.

### Sezon 13
W tym sezonie Gibbs walczy ze skutkami postrzału. Ellie Bishop dowiaduje się, że jej mąż ją zdradza, postanawia od niego odejść. W finałowym odcinku dowiadujemy się, że Ziva zginęła w zamachu, za który odpowiedzialny był Trent Kort, który ginie w trakcie zatrzymania od strzałów każdego członka zespołu Gibbsa. Jedyną ocalałą w zamachu jest Tali – córka Zivy i Tony’ego. Finał kończy się decyzją Tony’ego o odejściu z agencji.

### Sezon 14
Sezon zaczyna się wprowadzeniem dwójki nowych agentów terenowych: Alex oraz Nicka do zespołu. Do głównej obsady dołącza również Clayton Reeves, łącznik MI6, który pojawił się pod koniec 13-ego sezonu. 14 sezon kończy się cliffhangerem i dalszy ciąg nastąpi w sezonie 15.

### Sezon 15
Sezon rozpoczyna się w Paragwaju, gdzie więzieni są Gibbs i McGee, którzy są torturowani przez terrorystów, usiłują wyciągnąć z nich jak najwięcej informacji o NCIS, Jednak dzięki skutecznej pomocy agentów z zespołu zostają w późniejszym czasie namierzeni i odbici od terrorystów. Delilah oraz Timothy zostają rodzicami bliźniąt Johna i Morgan. W połowie sezonu poznajemy agentkę Jacqueline „Jack” Sloane, praktykującą psycholog, która dołącza do zespołu. Poznajemy także sprawę Gabriela Hicksa oskarżonego o zabójstwo Porucznika Edwarda O’Connella. Hicks po długich latach odsiadki próbuje odzyskać wolność, oszukując agenta Gibbsa. Gibbs będąc przekonany o niewinności Hicksa, wyjawia ławie przysięgłych, że Tobias Fornell zataił zeznania świadka w prowadzonemu wiele lat temu postępowaniu.
Gibbs niedługo po uwolnieniu Hicksa orientuje się, że został oszukany i w późniejszym odcinku Hicks zostaje aresztowany. Zeznania Gibbsa pogrążają Fornella i zostaje on usunięty z FBI i zostaje prywatnym detektywem.
Pod koniec sezonu ginie agent MI6 Clayton Reeves, który podczas zamachu na Abby osłania ją własnym ciałem, ratując jej życie. Abby podejmuje decyzję o odejściu z NCIS.
W ostatnim odcinku Jack Sloane rozpoznaje po głosie swojego oprawcę z czasów gdy była przetrzymywana i torturowana w Afganistanie. Porywa on Vance’a i ucieka z kraju. Akcja zostaje wstrzymana i ciąg dalszy nastąpi w sezonie 16.

### Sezon 16
Na początku dowiadujemy się, że Vance jest więziony przez terrorystę Masahuna, który to usiłuje uzyskać od niego kody do Stacji Nuklearnej w Bethesda. Zespół Gibbsa prowadzi jego poszukiwania. W toku śledztwa okazuje się, że Vance został zmuszony do napadu na bank. Terroryści porywają także agentkę Sloane, która dołącza do więzionego Vance’a. W ostatniej chwili udaje się odeprzeć atak na reaktor w Bethesda Naval, a Vance i Sloane zostają odbici terrorystom.
Podczas wizyt rehabilitacyjnych Leon Vance poznaje agentkę CIA Mallory Madden, która podstępem wzbudzając jego zaufanie, rozpoczyna śledzenie Vance’a, w wyniku którego na jaw wychodzi tajne konto bankowe należące do Sekretarza Obrony, którego właścicielem jest sędzia Miles Deakin.
W trakcie jednego ze śledztw agentka Bishop odnajduje prywatne biuro Zivy, w którym prowadziła zapiski dotyczące prowadzonych spraw. Na końcu śledztwa agentka Bishop dostaje wiadomość od Zivy, co jest tym samym potwierdzeniem, że Ziva przeżyła zamach. Ducky przyjmuje propozycję Vance’a i zostaje historykiem NCIS, rezygnując tym samym z dotychczasowego stanowiska patologa. Gibbs przyznaje się przed swoim zespołem do zabicia Pedra Hernandeza. Sezon kończy scena, w której Ziva pojawia się u Gibbsa i mówi mu, że jest w niebezpieczeństwie.

## Emisja
Premiera serialu miała miejsce 23 września 2003 w Stanach Zjednoczonych w telewizji CBS. Dotychczas wyemitowano czternaście sezonów serialu, 26 września 2017 stacja CBS rozpocznie emisję piętnastego sezonu.
W Polsce serial po raz pierwszy został wyemitowany w telewizji TVN w 2005 roku. Obecnie emitowany jest w AXN i Pulsie 2.
Na platformie Netflix w Polsce dostępnych jest pięć sezonów serialu. (od 10 do 14)

## Odcinki
NCIS jest jednym z chętniej oglądanych seriali w Stanach Zjednoczonych. Pierwszą serię oglądało średnio 11,84 mln widzów, drugą – 13,57 mln, a trzecią – 15,27 mln. Dziesiąta seria gromadziła w Stanach Zjednoczonych średnio 21,34 mln widzów.
| Sezon | Liczba odcinków | Tytuł pierwszego odcinka | Data emisji pierwszego odcinka | Tytuł ostatniego odcinka       | Data emisji ostatniego odcinka |
| ----- | --------------- | ------------------------ | ------------------------------ | ------------------------------ | ------------------------------ |
|       | 2               | Królowa Śniegu           | 22 kwietnia 2003               | Stan Zagrożenia                | 29 kwietnia 2003               |
| I     | 23              | Zastępca                 | 22 kwietnia 2003               | Pobudka                        | 25 maja 2004                   |
| II    | 23              | Nie widziałam go         | 28 września 2004               | Mrok                           | 24 maja 2005                   |
| III   | 24              | Zabić Ari’ego cz. 1      | 20 września 2005               | Przerwa w Życiorysie cz. 2     | 16 maja 2006                   |
| IV    | 24              | Szalom                   | 19 września 2006               | Anioł Śmierci                  | 22 maja 2007                   |
| V     | 19              | Pogrzebać Poległych      | 25 września 2007               | Dzień Sądu                     | 20 maja 2008                   |
| VI    | 25              | Zdrajca                  | 23 września 2008               | Powrót                         | 19 maja 2009                   |
| VII   | 24              | Prawda albo Konsekwencje | 22 września 2009               | Reguła nr 51                   | 25 maja 2010                   |
| VIII  | 24              | Pająk i Mucha            | 21 września 2010               | Piramida                       | 17 maja 2011                   |
| IX    | 24              | Bestia                   | 9 października 2011            | Dopóki śmierć nas nie rozłączy | 15 maja 2012                   |
| X     | 24              | Niezbędne Środki         | 24 września 2012               | Tak źle i tak niedobrze        | 14 maja 2013                   |
| XI    | 24              | Whiskey Tango Foxtrot    | 23 września 2013               | Czcij ojca swego               | 13 maja 2014                   |
| XII   | 24              | Twenty Klicks            | 23 września 2014               | Nibylandia                     | 12 maja 2015                   |
| XIII  | 24              | Zatrzymać krwawienie     | 22 września 2015               | Rodzina przede wszystkim       | 17 maja 2016                   |
| XIV   | 24              | Łobuz                    | 20 września 2016               | Spotkanie                      | 16 maja 2017                   |
| XV    | 24              | Dom podzielony           | 26 września 2017               | Data z przeznaczeniem          | 22 maja 2018                   |
| XVI   | 24              | Trzecie koło             | 25 września 2018               | Córki                          | 21 maja 2019                   |
| XVII  | 20              | Z mroku                  | 24 września 2019               | Arizona                        | 21 maja 2020                   |
| XVIII | 16              | Sezon jesiotrowy         | 17 listopada 2020              | Reguła nr 91                   | 25 maja 2021                   |
| XIX   | 21              | Krew w wodzie            | 20 września 2021               | Ptaki pióra                    | 23 maja 2022                   |
| XX    | 22              |                          | 19 września 2022               |                                | 22 maja 2023                   |

## Franczyza NCIS
Pomysłodawcą serialu NCIS był Donald P. Bellisario. Twórca oparł się na istniejącym już od przeszło siedmiu lat serialu JAG – Wojskowe Biuro Śledcze. Spin-off miał różnić się od poprzednika brakiem prawniczej otoczki. Skorzystano także z koncepcji CSI, jednak większy nacisk położono na rozbudowanie sylwetek bohaterów. Inną różnicą jest oczywiście to, że NCIS dotyczy spraw związanych z Marynarką Wojenną USA oraz terroryzmem. Agencja Naval Criminal Investigate Service istnieje naprawdę, nie jest jednak zbyt znana (co wielokrotnie zostaje pokazane w serialu). JAG kilkakrotnie miał styczność z agencją (np. finał pierwszej serii i agent „Indyk”). Bohaterów nowego serialu wprowadzono w dwóch odcinkach ósmej serii serialu JAG.
NCIS wystartowało jesienią 2003 roku wraz z 9. sezonem swojego poprzednika i odniosło spory sukces. Po dwóch sezonach skrywania się w cieniu JAG-a, w roku 2005 zdobył olbrzymią popularność i po dziś dzień jest jednym z najchętniej oglądanych seriali w USA. Po zakończeniu produkcji poprzednika Agentów (ostatni sezon wyemitowano w latach 2004/2005), stacja CBS poczyniła starania o stworzenie kolejnego spin-offa. Pomysł zrealizowano w roku 2009, tworząc Agentów Agenci NCIS: Los Angeles. Podobnie jak oryginalny serial ten także został wprowadzony w dwóch odcinkach poprzednika. Decyzja o wprowadzeniu na ekrany nowego serialu okazała się trafna: przygody agentów z L.A. nie osiągnęły wprawdzie tak dużej popularności jak ich kolegów z Waszyngtonu, jednak wyniki oglądalności były i są imponujące. Prawdopodobnie już wówczas CBS zamierzało stworzyć, wzorem CSI, tzw. uniwersum. W realizacji tego planu pomogła decyzja o anulowaniu dwóch z trzech seriali spod znaku CSI: Miami oraz CSI: New York. W 2013 roku w dwóch odcinkach czwartego sezonu Agenci NCIS: Los Angeles wprowadzono bohaterów serialu NCIS: RED, jednak negatywna opinia widzów przyczyniła się do tego, iż serial nie został zamówiony. Nie zrezygnowano z koncepcji franczyzy – w serii 11. Agentów NCIS wprowadzono postacie nowego serialu Agenci NCIS: Nowy Orlean. Produkcją zajmują się między innymi Mark Harmon (Leroy Jethro Gibbs) oraz Gary Glasberg. Od sezonu 2014/2015 na antenie CBS telewidz ogląda więc trzy seriale z marki NCIS co stanowi początek zgranej franczyzy seriali, kolejnej po seriach Prawo i porządek i CSI.
W międzyczasie do Uniwersum dołączył serial Hawaii Five-0, który miał dwukrotny crossover z Agenci NCIS: Los Angeles w 2011 i 2012 roku oraz Scorpion w którym gościnnie pojawiła się Hetty Lange (postać z serialu Agenci NCIS: Los Angeles).
| Serial                   | Lata           | Sezony telewizyjne | Sezony telewizyjne | Sezony telewizyjne | Sezony telewizyjne | Sezony telewizyjne | Sezony telewizyjne | Sezony telewizyjne | Sezony telewizyjne | Sezony telewizyjne | Sezony telewizyjne | Sezony telewizyjne | Sezony telewizyjne | Sezony telewizyjne | Sezony telewizyjne | Sezony telewizyjne | Sezony telewizyjne | Sezony telewizyjne | Sezony telewizyjne | Sezony telewizyjne | Sezony telewizyjne |         | Miasto akcji |
| Serial                   | Lata           | 2002–03            | 2003–04            | 2004–05            | 2005–06            | 2006–07            | 2007–08            | 2008–09            | 2009–10            | 2010–11            | 2011–12            | 2012–13            | 2013–14            | 2014–15            | 2015–16            | 2016–17            | 2017–18            | 2018–19            | 2019–20            | 2020–21            | 2021-22            | 2022-23 | Miasto akcji |
| ------------------------ | -------------- | ------------------ | ------------------ | ------------------ | ------------------ | ------------------ | ------------------ | ------------------ | ------------------ | ------------------ | ------------------ | ------------------ | ------------------ | ------------------ | ------------------ | ------------------ | ------------------ | ------------------ | ------------------ | ------------------ | ------------------ | ------- | ------------ |
| Agenci NCIS              | 2003 – obecnie | Pilot              | 1                  | 2                  | 3                  | 4                  | 5                  | 6                  | 7                  | 8                  | 9                  | 10                 | 11                 | 12                 | 13                 | 14                 | 15                 | 16                 | 17                 | 18                 | 19                 | 20      | Waszyngton   |
| Agenci NCIS: Los Angeles | 2009 – obecnie |                    |                    |                    |                    |                    |                    | Pilot              | 1                  | 2                  | 3                  | 4                  | 5                  | 6                  | 7                  | 8                  | 9                  | 10                 | 11                 | 12                 | 13                 | 14      | Los Angeles  |
| Agenci NCIS: Nowy Orlean | 2014 – 2021    |                    |                    |                    |                    |                    |                    |                    |                    |                    |                    |                    | Pilot              | 1                  | 2                  | 3                  | 4                  | 5                  | 6                  | 7                  | –                  | –       | Nowy Orlean  |
| Agenci NCIS: Hawaje      | 2021 – obecnie |                    |                    |                    |                    |                    |                    |                    |                    |                    |                    |                    |                    |                    |                    |                    |                    |                    |                    |                    | 1                  | 2       | Honolulu     |

## Obsada

### Główni aktorzy aktualnie występujący

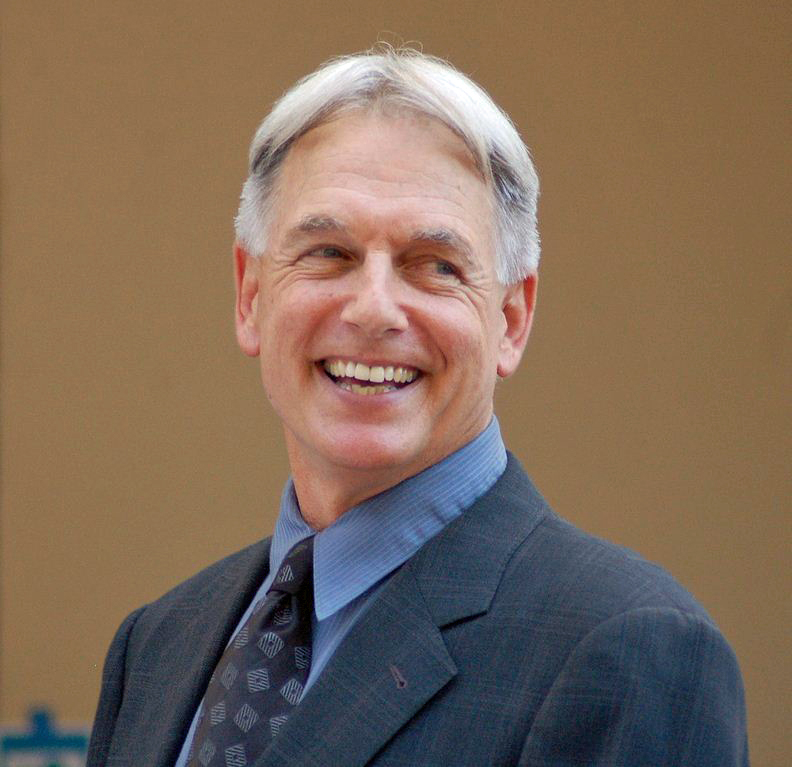
Mark Harmon jako Leroy Jethro Gibbs

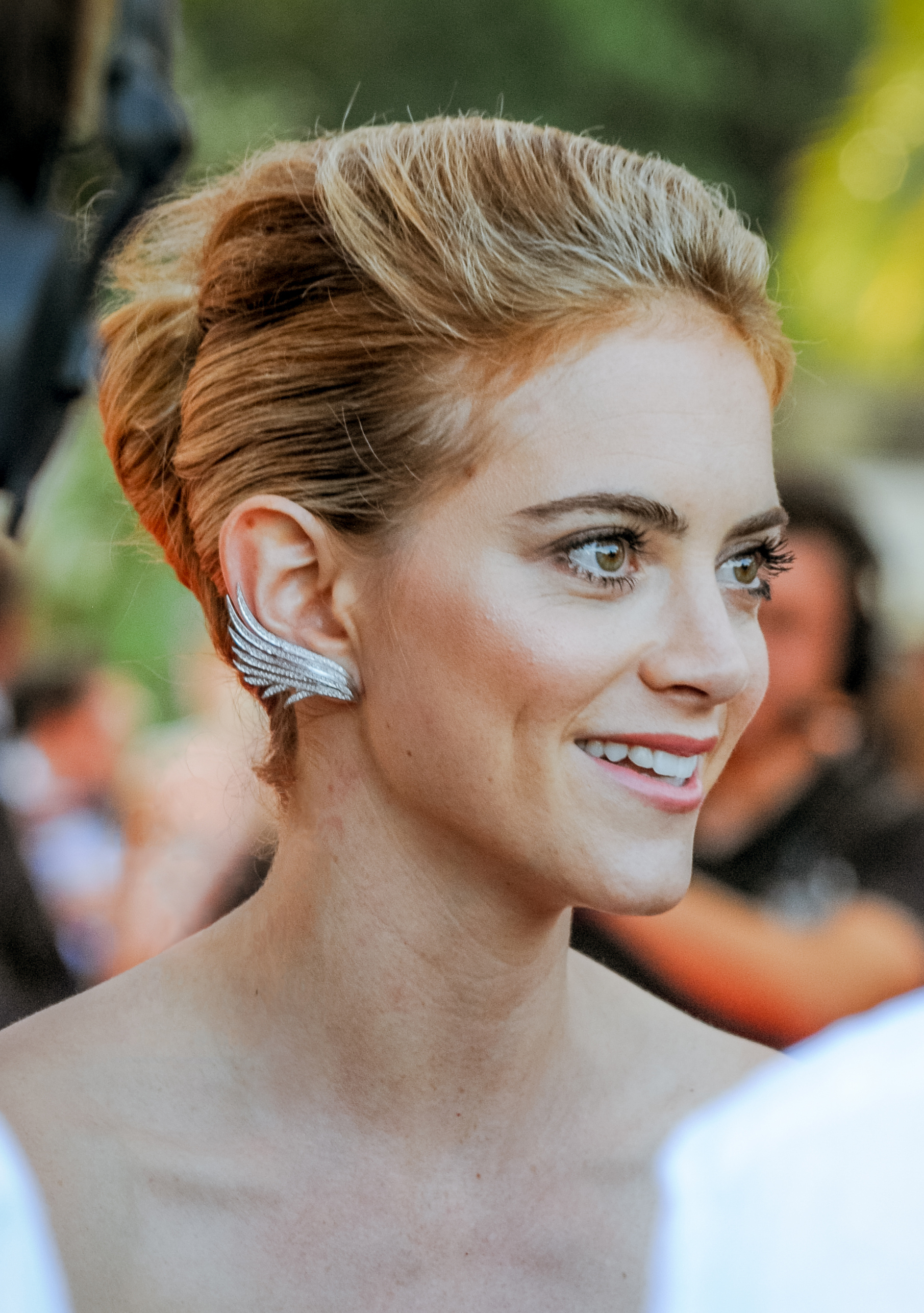
Emily Wickersham, serialowa Ellie Bishop

- Mark Harmon – Leroy Jethro Gibbs – 398 odcinków[7]
- Sean Murray – Timothy „Tim” McGee – 383 odcinki
- David McCallum – Dr Donald „Ducky” Mallard – 398 odcinków
- Rocky Carroll – Leon Vance (od 5 sezonu) – 290 odcinków
- Brian Dietzen – James „Jimmy” Palmer – 299 odcinków
- Wilmer Valderrama – Nick Torres (od 14 sezonu) – 92 odcinki
- Diona Reasonover – Kasie Hines (od 16 sezonu) – 47 odcinków
- Katrina Law – Jessica Knight (od 19 sezonu, w 18 – gościnnie)
- Gary Cole – Alden Parker (od 19 sezonu)

### Główni aktorzy niewystępujący już w serialu
- Michael Weatherly – Anthony „Tony” DiNozzo (sezony: 1-13) – 308 odcinków[7]
- Pauley Perrette – Abby Sciuto (sezony: 1-15) – 354 odcinki
- Sasha Alexander – Caitlin „Kate” Todd (sezony: 1-2) – 54 odcinki
- Lauren Holly – Jenny Shepard (sezony: 3-5) – 70 odcinków
- Cote de Pablo – Ziva David (sezony 3-11, w serii 17 gościnnie w trzech odcinkach) – 197 odcinków
- Jennifer Esposito – Aleksandra Quinn (sezon: 14) – 24 odcinki
- Duane Henry – Clayton Reeves (sezony: 14-15) – 46 odcinków
- Maria Bello – dr Jacqueline „Jack” Sloane (sezony:15-18) – 65 odcinków
- Emily Wickersham – Eleanor Raye „Ellie” Bishop (sezony: 11-18) – 156 odcinków

### Aktorzy drugoplanowi
Zestawienie obejmuje wszystkich aktorów, którzy wystąpili w co najmniej 10 odcinkach serialu.
- Joe Spano – T.C. Fornell – 51 odcinków
- Muse Watson – Mike Franks – 23 odcinki
- Scottie Thompson – dr Jeanne Benoit – 20 odcinków
- Rudolf Martin – Ari Haswari – 18 odcinków
- Pancho Demmings – Gerald Jackson – 15 odcinków
- Margo Harshman – Delilah Fielding – 15 odcinków
- David Dayan Fisher – Trent Kort – 14 odcinków
- Alan Dale – Tom Morrow, dyr. NCIS – 14 odcinków
- Stephanie Mello – Cynthia Sumner – 14 odcinków
- Robert Wagner – Anthony DiNozzo senior – 13 odcinków
- Liza Lapira – Michelle Lee, agent – 13 odcinków
- Matt Craven – Clayton Jarvis, Sekretarz Marynarki – 12 odcinków
- Darby Stanchfield – Shannon Gibbs – 12 odcinków
- Kent Shocknek – Guy Ross – 10 odcinków
- Ralph Waite – Jackson Gibbs – 10 odcinków
- Michael Nouri – Eli David, dyr. Mossadu – 10 odcinków
- Mary Mouser – Kelly Gibbs – 10 odcinków

## Bohaterowie
| Nazwisko                    | Grany przez       | Stanowisko                               | Sezon    | Sezon    | Sezon    | Sezon    | Sezon    | Sezon                  | Sezon                  | Sezon                  | Sezon                  | Sezon  | Sezon  | Sezon  | Sezon  | Sezon  | Sezon  | Sezon  | Sezon     | Sezon  | Sezon  | Sezon |
| Nazwisko                    | Grany przez       | Stanowisko                               | 1        | 2        | 3        | 4        | 5        | 6                      | 7                      | 8                      | 9                      | 10     | 11     | 12     | 13     | 14     | 15     | 16     | 17        | 18     | 19     | 20    |
| --------------------------- | ----------------- | ---------------------------------------- | -------- | -------- | -------- | -------- | -------- | ---------------------- | ---------------------- | ---------------------- | ---------------------- | ------ | ------ | ------ | ------ | ------ | ------ | ------ | --------- | ------ | ------ | ----- |
| Leroy Jethro Gibbs          | Mark Harmon       | Agent specjalny                          | Główny   | Główny   | Główny   | Główny   | Główny   | Główny                 | Główny                 | Główny                 | Główny                 | Główny | Główny | Główny | Główny | Główny | Główny | Główny | Główny    | Główny | Główny |       |
| Caitlin Todd                | Sasha Alexander   | Agentka specjalna                        | Główny   | Główny   | Gość     |          |          |                        |                        | Głos                   | Sceny                  |        |        | Sceny  | Sceny  |        |        |        |           |        |        |       |
| Tony DiNozzo                | Michael Weatherly | Agent specjalny                          | Główny   | Główny   | Główny   | Główny   | Główny   | Główny                 | Główny                 | Główny                 | Główny                 | Główny | Główny | Główny | Główny |        |        |        |           |        |        |       |
| Ziva David                  | Cote de Pablo     | łącznik Mossadu/Agent specjalny          |          |          | Główny   | Główny   | Główny   | Główny                 | Główny                 | Główny                 | Główny                 | Główny | Główny | Sceny  | Sceny  |        |        |        | 3 odcinki |        |        |       |
| Abigail Sciuto              | Pauley Perrette   | Specjalistka kryminalistyczna            | Główny   | Główny   | Główny   | Główny   | Główny   | Główny                 | Główny                 | Główny                 | Główny                 | Główny | Główny | Główny | Główny | Główny | Główny |        |           |        |        |       |
| Timothy McGee               | Sean Murray       | Agent specjalny                          | Okresowo | Główny   | Główny   | Główny   | Główny   | Główny                 | Główny                 | Główny                 | Główny                 | Główny | Główny | Główny | Główny | Główny | Główny | Główny |           |        |        |       |
| Jenny Shepard               | Lauren Holly      | Dyrektor                                 |          |          | Główny   | Główny   | Główny   |                        |                        |                        | Sceny                  |        |        | Sceny  |        |        |        |        |           |        |        |       |
| Jimmy Palmer                | Brian Dietzen     | Asystent patologa                        | Okresowo | Okresowo | Okresowo | Okresowo | Okresowo | Główny (Also Starring) | Główny (Also Starring) | Główny (Also Starring) | Główny (Also Starring) | Główny | Główny | Główny | Główny | Główny | Główny | Główny |           |        |        |       |
| Ellie Bishop                | Emily Wickersham  | łącznik z NSA/Agentka specjalna          |          |          |          |          |          |                        |                        |                        |                        |        | Główny | Główny | Główny | Główny | Główny | Główny |           |        |        |       |
| Donald Mallard              | David McCallum    | Patolog                                  | Główny   | Główny   | Główny   | Główny   | Główny   | Główny                 | Główny                 | Główny                 | Główny                 | Główny | Główny | Główny | Główny | Główny | Główny | Główny |           |        |        |       |
| Nick Torres                 | Wilmer Valderrama | Agent specjalny                          |          |          |          |          |          |                        |                        |                        |                        |        |        |        |        | Główny | Główny | Główny |           |        |        |       |
| Alexandra “Alex” Quinn      | Jennifer Esposito | Agentka specjalna                        |          |          |          |          |          |                        |                        |                        |                        |        |        |        |        | Główny |        |        |           |        |        |       |
| Clayton Reeves              | Duane Henry       | łącznik SIS/Agent specjalny              |          |          |          |          |          |                        |                        |                        |                        |        |        |        |        | Główny | Główny |        |           |        |        |       |
| Dr Jacqueline „Jack” Sloane | Maria Bello       | Agentka specjalna/Praktykujący psycholog |          |          |          |          |          |                        |                        |                        |                        |        |        |        |        |        | Główny | Główny |           |        |        |       |
| Kasie Hines                 | Diona Reasonover  | Specjalistka kryminalistyczna            |          |          |          |          |          |                        |                        |                        |                        |        |        |        |        |        |        | Główny |           |        |        |       |

Agent specjalny Leroy Jethro Gibbs – szef zespołu śledczych NCIS, w agencji od 1992 r.; były snajper w Korpusie Piechoty Morskiej; czterokrotnie żonaty, trzykrotnie rozwiedziony, jego pierwsza żona Shannon i córka Kelly zostały zabite w 1991 roku przez meksykańskiego dilera narkotyków; wymagający wobec swoich podwładnych, ale w gruncie rzeczy człowiek o gołębim sercu; niewyrażony romantyk, kryjący się pod osłoną twardego i nieprzystępnego; słynie z niepoprawności politycznej i ogromnych zdolności w przesłuchiwaniu świadków. W przeszłości miał romans z dyrektor Shepard, co jest dość często przedstawiane w serialu jako retrospekcje. Często w serialu przedstawione jest jego cierpienie i tęsknota za żoną i córką. Z ojcem łączą go dość trudne relacje. W wolnym czasie buduje łódź w piwnicy swojego domu. W finale 12 sezonu zostaje postrzelony przez dziecko (Lucas)
Agent specjalny Anthony „Tony” DiNozzo – były detektyw wydziału zabójstw w Baltimore, w NCIS od 2001 r.; wielki podrywacz; fascynuje się kinem; bardzo przeżył odejście Zivy z NCIS, jednak po czasie wrócił do normalnego zachowania. Bywa czasem niepoważny, jednak nie raz udowadnia że są to tylko pozory. Uwielbia drogie ubrania i samochody; Lubi wykorzystywać praktykantów; Często uczestniczy w tajnych misjach;
Agentka specjalna Caitlin „Kate” Todd – była agentka Tajnych Służb, w NCIS w latach 2003–2005, po wstąpieniu do NCIS okazała się być uzdolnioną w pracy śledczej. Zginęła w czasie akcji, która zapobiegła atakowi terrorystycznemu, zabita przez Ariego Haswari.
Agentka specjalna Ziva David – była oficerem łącznikowym Mossadu w NCIS, dołączyła w roku 2005, po śmierci Kate Todd. Była wyszkoloną zabójczynią w Mossadzie, gdzie zajmowała się tropieniem terrorystów(świetnie wyszkolona w sztuce walki wręcz). W NCIS znalazła się po tym, jak zabiła swojego przyrodniego brata, Ariego Haswari, by uratować Gibbsa. Szybko nauczyła się być śledczą. W 2010 postanowiła zostać Agentką NCIS, przez co przestała być oficerem Mossadu. Odeszła z NCIS w 2013 r. po tym, jak spotkała przyjaciółkę z dzieciństwa, która okazała się być zakochana w bracie Zivy – Arim, którego Ziva zabiła 8 lat wcześniej. Przed odejściem z NCIS pomiędzy nią a Anthonym DiNozzo narodziło się uczucie.
Agentka Specjalna Ellie Bishop – Agentka NSA, która przed wstąpieniem do NSA złożyła podanie o pracę także do NCIS. Kiedy Gibbs to odkrył podczas współpracy z NSA nad sprawą podłożenia pluskwy sekretarz Marynarki Wojennej, postanowił dać agentce Bishop szansę zastąpienia agentki David, która opuściła NCIS kilka miesięcy wcześniej. Ostatecznie pomogła NCIS rozwiązać sprawę i Gibbs postanowił przyjąć ją do zespołu.
Ellie jest jedyną agentką która ma męża, jednak w 13 sezonie odkrywa jego zdradę i rozwodzi się z nim. Bishop jest również pierwszą współpracownicą Dinozzo, która nie jest przez niego podrywana.
Abigail „Abby” Sciuto – w NCIS zajmuje się kryminalistyką, balistyką, badaniami DNA i analizami chemicznymi; jest znana z tego, że tryska optymizmem i jest uzależniona od kofeiny; lubi gotycki styl ubierania się; kocha zwierzęta; zna język migowy, gdyż jej rodzice byli głusi. W dziewiątym sezonie dowiaduje się, że ma brata i została adoptowana. Była przyjaciółką Kate obecnie przyjaźni się z Bishop. Odeszła z NCIS pod koniec sezonu 15.
Agent specjalny Timothy McGee – do zespołu Gibbsa dołączył w 2004 r., wcześniej pracował z nim od czasu do czasu; jest wrażliwy, ale bardzo utalentowany w prowadzeniu śledztw, zajmuje się głównie kwestiami informatycznymi i telekomunikacyjnymi; przez pewien czas był związany z Abby; ma siostrę Sarah oraz babcię Penelope zwaną Penny; pisze książki pod pseudonimem Thom E. Gemcity, umieszczając w nich postacie łudząco podobne do swoich kolegów z pracy i siebie. Od 2013 roku jego dziewczyną jest Delilah.
dr Donald Mallard – patolog, w NCIS od roku 1996, Brytyjczyk, kawaler, mieszkał z matką, która cierpiała na demencję starczą i zmarła w 2010; lubi opowiadać długie opowieści z (niekonieczne swego) życia; znany z tego, że mówi do swoich „pacjentów” (zwłok). Po wielu latach odnalazł swojego przyrodniego brata Nickolasa.
Dyrektor Jennifer „Jenny” Shepard – od 2005 do 2008 roku dyrektor NCIS; była partnerką i kochanką Gibbsa; od sezonu 4 prowadzi siłami NCIS prywatną vendettę przeciw handlarzowi bronią, La Grenouille; zostaje zabita w finale 5 sezonu w związku z dawną tajną operacją, w której brała udział.
Dyrektor Leon Vance – pierwszy raz pojawił się jako zastępca Dyrektora NCIS, lecz po śmierci dyrektor Shepard został nominowany na dyrektora NCIS; były bokser z Ohio, wychowany w Chicago. W 2012 roku, po śmierci swojej żony, zmuszony do poświęcenia większej ilości czasu swoim dzieciom.
Kasie Hines – specjalistka kryminalistyki, do NCIS dołącza w 2018 r.
Jacqueline „Jack” Sloane – agentka specjalna, psycholog, do NCIS dołącza w 2017 r.
Nick Torres – agent specjalny, wcześniej pracował jako tajny agent pod przykrywką, do NCIS dołącza w 2016 r.

## Nagrody i nominacje

### Nagrody
„ALMA Award”
- Ulubiona kobieca rola w serialu – Cote de Pablo (2011)

„ASCAP Award”
- Czołowy serial – Matt Hawkins, Maurice Jackson, Neil Martin (2012)
- Czołowy serial – Matt Hawkins, Maurice Jackson, Neil Martin (2011)
- Czołowy serial – Matt Hawkins, Maurice Jackson, Neil Martin (2010)
- Czołowy serial – Matt Hawkins, Maurice Jackson, Neil Martin (2009)
- Czołowy serial – Matt Hawkins, Maurice Jackson, Neil Martin (2008)
- Czołowy serial – Matt Hawkins, Maurice Jackson, Neil Martin (2007)
- Czołowy serial – Matt Hawkins, Maurice Jackson, Neil Martin (2006)
- Czołowy serial – Matt Hawkins, Maurice Jackson, Neil Martin (2005)
- Czołowy serial – Matt Hawkins, Maurice Jackson, Neil Martin (2004)
- Czołowy serial – Steven Bramson (2004)

„BMI Film & TV Awards”
- BMI TV Music Award – Brian Kirk (2009)
- BMI TV Music Award – Brian Kirk (2008)
- BMI TV Music Award – Joseph Conlan (2005)

### Nominacje
„People’s Choice Awards”
- Ulubiony aktor w serialu telewizyjnym – Mark Harmon (2009)
- Ulubiony aktor w serialu telewizyjnym – Mark Harmon (2013)
- Ulubiony serial telewizyjny (2009)
- Ulubiony serial telewizyjny (2010)
- Ulubiony kryminalny serial telewizyjny (2011)
- Ulubiony kryminalny serial telewizyjny (2012)